# 赫維希短吻獅子魚
赫維希短吻獅子鱼，为輻鰭魚綱鮋形目杜父魚亞目狮子鱼科的其中一種。分布於西南大西洋區的阿根廷北部海域，棲息在水深1250公尺的水域，生活習性不明。